# Ministère de la Fonction publique (Tunisie)
Pour les articles homonymes, voir Ministère de la Fonction publique.
Le ministère de la Fonction publique est un ministère tunisien chargé de la fonction publique.

## Établissements sous tutelle
- Autorité générale pour la fonction publique ;
- Organisme de surveillance publique pour les intérêts publics ;
- Autorité des surveillants de l'État ;
- Autorité générale de la surveillance des frais généraux ;
- Unité du suivi des systèmes de production dans les institutions et les entreprises publiques ;
- Direction générale des réformes administratives et des études futures ;
- Unité du suivi pour organiser les institutions et les établissements publics ;
- Unité de l'administration électronique ;
- Unités des modèles et de la bureautique ;
- Département de la planification ;
- Département de la qualité de la fonction publique ;
- Unité de la qualité des services administratifs ;
- Bureau central des relations avec les citoyens ;
- Services de la gouvernance ;
- École nationale d'administration.

## Ministre
Le ministre de la Fonction publique est nommé par le président de la République tunisienne sur proposition du chef du gouvernement. Il dirige le ministère et participe au Conseil des ministres.

### Historique
Le 30 mars 2020, un décret du chef du gouvernement annonce la suppression du ministère et le rattachement de tous ses services à la Présidence du gouvernement.  

### Liste
| Image | Nom | Parti             |  | Gouvernement                  | Début du mandat  | Fin du mandat    |
| ----- | --- | ----------------- |  | ----------------------------- | ---------------- | ---------------- |
|       | Moncef Bel Hadj Amor (Ministre auprès du Premier ministre, chargé de la Fonction publique et de la Réforme administrative)                                     | PSD               |  | Gouvernement Mohamed Mzali    | 25 avril 1980    | 3 décembre 1980  |
|       | Mansour Skhiri (Ministre de la Fonction publique et de la Réforme administrative)                                                                              | PSD               |  | Gouvernement Mohamed Mzali    | 7 avril 1986     | 16 mai 1987      |
|       | Houcine Cherif (Ministre délégué auprès du Premier ministre, chargé de la Fonction publique)                                                                   | Indépendant       |  | Gouvernement Hédi Baccouche I | 7 novembre 1987  | 27 novembre 1987 |
|       | Zouheir M'dhaffer (Ministre délégué auprès du Premier ministre, chargé de la Fonction publique et du Développement administratif)                              | RCD               |  | Gouvernement Ghannouchi I     | 10 novembre 2004 | 17 janvier 2011  |
|       | Kamel Ayadi | Indépendant       |  | Gouvernement Essid            | 12 janvier 2016  | 27 août 2016     |
|       | Abid Briki (Ministre de la Fonction publique, de la Gouvernance et de la Lutte contre la corruption)                                                           | Indépendant       |  | Gouvernement Chahed           | 27 août 2016     | 2 mars 2017      |
|       | Kamel Morjane (Ministre de la Fonction publique et de la Modernisation de l'administration et des politiques publiques)                                        | Tahya Tounes      |  | Gouvernement Chahed           | 14 novembre 2018 | 27 février 2020  |
|       | Mohamed Abbou (Ministre d'État, ministre auprès du chef du gouvernement chargé de la Fonction publique, de la Gouvernance et de la Lutte contre la corruption) | Courant démocrate |  | Gouvernement Fakhfakh         | 27 février 2020  | 2 septembre 2020 |
|       | Hasna Ben Slimane (Ministre auprès du chef du gouvernement chargée de la Fonction publique)                                                                    | Indépendante      |  | Gouvernement Mechichi         | 2 septembre 2020 | 26 juillet 2021  |

## Secrétaires d'État
- 11 octobre 1991-23 avril 1999 : Slaheddine Cherif (auprès du Premier ministre, chargé de la Réforme administrative et de la Fonction publique)
- 4 mai 1999-11 novembre 1999 : Abdelhakim Bouraoui (auprès du Premier ministre, chargé de la Réforme administrative et de la Fonction publique)
- 29 janvier 2014-6 février 2015 : Anouar Ben Khelifa (auprès du Premier ministre, chargé de la Gouvernance et de la Fonction publique)